# Futbol'nyj Klub Dynamo Kyïv 1998-1999
Questa voce raccoglie le informazioni riguardanti il Futbol'nyj Klub Dynamo Kyïv, meglio conosciuta come Dinamo Kiev, nelle competizioni ufficiali della stagione 1998-1999.

## Stagione
La Dinamo Kiev, allenata da Valerij Lobanovs'kyj, concluse la stagione vincendo il suo settimo campionato ucraino e trionfando per la quarta volta nella coppa nazionale. In Champions League il cammino dei bianco-blu si arrestò in semifinale, contro i tedeschi del Bayern Monaco. Nella Coppa dei Campioni della CSI la squadra giunse in finale, dove venne sconfitta dallo Spartak Mosca.

## Rosa
| N. |                        | Ruolo | Calciatore            |
| -- | ---------------------- | ----- | --------------------- |
| 12 | Ucraina (bandiera)     | P     | Vjačeslav Kernozenko  |
| 1  | Ucraina (bandiera)     | P     | Oleksandr Šovkovs'kyj |
| 6  | Ucraina (bandiera)     | D     | Jurij Dmytrulin       |
| 4  | Ucraina (bandiera)     | D     | Oleksandr Holovko     |
| 18 | Ucraina (bandiera)     | D     | Vasyl' Kardaš         |
| 23 | Ucraina (bandiera)     | D     | Oleksandr Kirjuchin   |
| 2  | Ucraina (bandiera)     | D     | Oleh Lužnyj           |
| 5  | Ucraina (bandiera)     | D     | Vladyslav Vaščuk      |
| 7  | Georgia (bandiera)     | D     | K'akhaber K'aladze    |
| 14 | Ucraina (bandiera)     | C     | Andrij Husin          |
| 22 | Ucraina (bandiera)     | C     | Serhiy Konovalov      |
| 20 | Bielorussia (bandiera) | C     | Uladzimir Makowski    |

| N. |                        | Ruolo | Calciatore                     |
| -- | ---------------------- | ----- | ------------------------------ |
| 9  | Ucraina (bandiera)     | C     | Vitalij Kosovskyj              |
| 19 | Ucraina (bandiera)     | C     | Dmytro Mykhaylenko             |
| 29 | Russia (bandiera)      | C     | Sergej Kormil'cev              |
| 8  | Ucraina (bandiera)     | C     | Serhij Serebrennikov           |
| 30 | Russia (bandiera)      | C     | Artem Jaškin                   |
| 24 | Bielorussia (bandiera) | C     | Valjancin Bjal'kevič           |
| 15 | Bielorussia (bandiera) | C     | Aljaksandr Chackevič           |
| 11 | Ucraina (bandiera)     | A     | Serhij Rebrov                  |
| 10 | Ucraina (bandiera)     | A     | Andrij Ševčenko                |
| 25 | Ucraina (bandiera)     | A     | Oleh Venhlyns'kyj              |
| 3  | Russia (bandiera)      | A     | Aleksej Gerasimenko (capitano) |
| 28 | Ucraina (bandiera)     | A     | Oleksandr Kosyrin              |

## Risultati

### Campionato

#### Girone d'andata
| Kiev 1ª giornata | Dinamo Kiev | 0 – 0 | Karpaty | Dynamo |

| Kharkiv 2ª giornata | Metalist | 1 – 6 | Dinamo Kiev | Metalist |

| Kiev 3ª giornata | Dinamo Kiev | 1 – 0 | Nyva Ternopil' | Dynamo |

| Donec'k 4ª giornata | Šachtar | 1 – 2 | Dinamo Kiev | Shakhtar |

| Kiev 5ª giornata | Dinamo Kiev | 2 – 3 | Dnipro | Dynamo |

| Kropyvnyc'kyj 6ª giornata | Zirka | 0 – 5 | Dinamo Kiev | Zirka |

| Kiev 7ª giornata | Dinamo Kiev | 4 – 0 | Vorskla | Dynamo |

| Kiev 8ª giornata | Dinamo Kiev | 6 – 2 | Metalurh Zaporižžja | Dynamo |

| Kiev 9ª giornata | Dinamo Kiev | 7 – 0 | Spartak Ivano-Frankivs'k | Dynamo |

| Kryvyj Rih 10ª giornata | Kryvbas | 0 – 0 | Dinamo Kiev | Metalurg |

| Kiev 11ª giornata | Dinamo Kiev | 3 – 0 | Metalurh Donec'k | Dynamo |

| Sinferopoli 12ª giornata | Tavrija | 3 – 3 | Dinamo Kiev | Lokomotyv |

| Kiev 13ª giornata | Dinamo Kiev | 2 – 1 | Mykolaïv | Dynamo |

| Mariupol 14ª giornata | Illičivec' | 1 – 2 | Dinamo Kiev | Illičivec' |

| Kiev 15ª giornata | Dinamo Kiev | 2 – 0 | Arsenal Kiev | Dynamo |

#### Girone di ritorno
| Kiev 16ª giornata | Arsenal Kiev | 0 – 4 | Dinamo Kiev | CSK ZSU |

| Kiev 17ª giornata | Dinamo Kiev | 2 – 0 | Illičivec' | Dynamo |

| Mykolaïv 18ª giornata | Mykolaïv | 0 – 4 | Dinamo Kiev | Central City |

| Kiev 19ª giornata | Dinamo Kiev | 0 – 0 | Tavrija | Dynamo |

| Donec'k 20ª giornata | Metalurh Donec'k | 1 – 4 | Dinamo Kiev | Donetsk Metallurgical Factory |

| Kiev 21ª giornata | Dinamo Kiev | 1 – 0 | Kryvbas | Dynamo |

| Ivano-Frankivs'k 22ª giornata | Spartak Ivano-Frankivs'k | 0 – 1 | Dinamo Kiev | Rukh |

| Zaporižžja 23ª giornata | Metalurh Zaporižžja | 1 – 3 | Dinamo Kiev | Metalurh |

| Poltava 24ª giornata | Vorskla | 0 – 2 | Dinamo Kiev | Vorskla |

| Kiev 25ª giornata | Dinamo Kiev | 1 – 0 | Zirka | Dynamo |

| Dnipropetrovsk 26ª giornata | Dnipro | 0 – 1 | Dinamo Kiev | Meteor |

| Kiev 27ª giornata | Dinamo Kiev | 0 – 0 | Šachtar | Dynamo |

| Ternopil 28ª giornata | Nyva Ternopil' | 1 – 5 | Dinamo Kiev | City |

| Kiev 29ª giornata | Dinamo Kiev | 1 – 0 | Metalist | Dynamo |

| Leopoli 30ª giornata | Karpaty | 2 – 1 | Dinamo Kiev | Ucraina |

### Coppa d'Ucraina
| Arbitro: | Melnichuk (Sinferopoli) |

|                                  |           |                                                          |
| Spicyn 15’ (rig.) Strichakov 76’ | Marcatori | 3’, 26’ (rig.) Makowski 33’ Gerasimenko 88’ Venhlyns'kyj |

| Arbitro: | Ishenko (Chmel'nyc'kyj) |

|                                            |           |  |
| Ševčenko 44’, 58’ Rebrov 60’ Kosovskyi 90’ | Marcatori |  |

| Arbitro: | Chiblin (Chmel'nyc'kyj) |

|          |           |                         |
| Pec' 41’ | Marcatori | 16’ Kosovskyi 65’ Husin |

| Arbitro: | Onufer (Užhorod) |

|                                 |           |  |
| Rebrov 66’, 88’ Pec' 83’ (aut.) | Marcatori |  |

| Arbitro: | Melnichuk (Sinferopoli) |

|            |           |                                                 |
| Husjev 57’ | Marcatori | 23’, 40’ Rebrov 26’ Ševčenko 67’, 85’ Chackevič |

| Arbitro: | Onufer (Užhorod) |

|                |           |  |
| Kormiltsev 85’ | Marcatori |  |

| Arbitro: | Melnichuk (Sinferopoli) |

|  |           |                                  |
|  | Marcatori | 18’, 67’ Ševčenko 19’ Bjal'kevič |

### Champions League

#### Turni preliminari
| Arbitro: | Georgiou |

|                                                                           |           |  |
| Rebrov 9’, 16’, 37’, 81’ Ševčenko 32’, 58’ Gerasimenko 48’ Bjal'kevič 65’ | Marcatori |  |

| Arbitro: | Pregia |

|              |           |                                  |
| Williams 30’ | Marcatori | 10’ Mykhaylenko 49’ Venhlyns'kyj |

| Arbitro: | Heynemann |

|  |           |            |
|  | Marcatori | 5’ Baranek |

| Arbitro: | Veissière |

|                               |                      |                                             |
|                               | Marcatori            | 88’ (aut.) Gabriel                          |
| Čížek Votava Stracený Baranek | Tiri di rigore 1 – 3 | Rebrov Kaladze Ševčenko Konovalov Dmytrulin |

#### Fase a gironi
| Arbitro: | Melo Pereira |

|                              |           |            |
| Mykland 56’ Liberopoulos 69’ | Marcatori | 31’ Rebrov |

| Arbitro: | Benkö |

|              |           |               |
| Ševčenko 61’ | Marcatori | 62’ Vairelles |

| Arbitro: | Wójcik |

|              |           |              |
| Bergkamp 74’ | Marcatori | 90+2’ Rebrov |

| Arbitro: | Ceccarini |

|                                            |           |            |
| Rebrov 26’ (rig.) Holovko 61’ Ševčenko 72’ | Marcatori | 82’ Hughes |

| Arbitro: | Krug |

|                               |           |                 |
| Rebrov 72’ Basinas 80’ (aut.) | Marcatori | 36’ Lagonikakis |

| Arbitro: | Micheľ |

|            |           |                                       |
| Šmicer 74’ | Marcatori | 60’ Kaladze 75’ Vashchuk 85’ Ševčenko |

#### Fase a eliminazione diretta
| Arbitro: | Braschi |

|               |           |              |
| Mijatović 66’ | Marcatori | 54’ Ševčenko |

| Arbitro: | Frisk |

|                   |           |  |
| Ševčenko 62’, 79’ | Marcatori |  |

| Arbitro: | Milton Nielsen |

|                                 |           |                                      |
| Ševčenko 16’, 43’ Kosovskyi 50’ | Marcatori | 45’ Tarnat 78’ Effenberg 88’ Jancker |

| Arbitro: | Melo Pereira |

|            |           |  |
| Basler 35’ | Marcatori |  |

### Coppa dei Campioni della CSI

#### Prima fase
| Arbitro: | Chikun |

|                                                       |           |                                 |
| Serebrennikov 39’, 59’ Kormiltsev 47’ Mykhaylenko 52’ | Marcatori | 12’, 27’ Miholaps 78’ Bleidelis |

| Mosca 24 gennaio 1999 Gruppo A – 2ª giornata | Dinamo Kiev | 0 – 0 | Kəpəz | CSKA Arena (3 000 spett.)\| Arbitro: \| Lajuks \| |
| Arbitro:                                     | Lajuks      |       |       |                                                   |

| Arbitro: | Timofejev |

|                               |           |  |
| Makowski 12’, 45’ Kosyrin 81’ | Marcatori |  |

#### Seconda fase
| Mosca 27 gennaio 1999 1ª giornata | Dinamo Kiev | 0 – 0 | FBK Kaunas | CSKA Arena (3 000 spett.)\| Arbitro: \| Ordabayev \| |
| Arbitro:                          | Ordabayev   |       |            |                                                      |

| Mosca 29 gennaio 1999 2ª giornata | Spartak Mosca | 0 – 0 | Dinamo Kiev | CSKA Arena (4 500 spett.)\| Arbitro: \| Lajuks \| |
| Arbitro:                          | Lajuks        |       |             |                                                   |

#### Finale
| Arbitro: | Iakovlev |

|                       |           |                |
| Melëšin 62’ Titov 88’ | Marcatori | 49’ Bjal'kevič |

## Statistiche

### Statistiche di squadra
| Competizione                 | Punti | Totale | Totale | Totale | Totale | Totale | Totale | DR  |
| Competizione                 | Punti | G      | V      | N      | P      | Gf     | Gs     | DR  |
| ---------------------------- | ----- | ------ | ------ | ------ | ------ | ------ | ------ | --- |
| Vyšča Liha                   | 74    | 30     | 23     | 5      | 2      | 75     | 17     | +58 |
| Coppa d'Ucraina              | -     | 7      | 7      | 0      | 0      | 22     | 4      | +18 |
| Champions League             | 11    | 14     | 7      | 4      | 3      | 28     | 14     | +14 |
| Coppa dei Campioni della CSI | 12    | 6      | 2      | 3      | 1      | 8      | 5      | +3  |
| Totale                       | 97    | 57     | 39     | 12     | 6      | 133    | 40     | +93 |